# Jerzy Bezucha
Jerzy Bezucha (ur. 13 września 1949 w Krakowie, zm. 30 stycznia 1994) – polski perkusista jazzowy.

## Życiorys
Debiutował w 1965 roku w zespole Hrabiowie, który grał w klubie Geolog (była to świetlica przedsiębiorstwa geologicznego, mieszcząca się przy ul. Inwalidów – obecnie ul. Kijowska) na zmianę z zespołem Elektrostons w którym zadebiutował (jako perkusista) Andrzej Zaucha. Jesienią 1967 roku został perkusistą ostatniego składu krakowskiej grupy The Lessers, którą wraz z nim współtworzyli: Bogumił Dijuk (eks-Hrabiowie; śpiew), Antoni Krupa (gitara prowadząca), Ryszard Kopciuch (eks-Hrabiowie; gitara basowa) oraz gościnnie Marek Michalak (puzon). W 1969 roku rozpoczął współpracę z kolejną krakowską formacją o nazwie Piasty w której znaleźli się też m.in. R. Kopciuch i M. Michalak. Następnie pojawił się w składzie Tria Henryka Słaboszewskiego i w Jazz Band Ball Orchestra. Jesienią 1970 roku dołączył do Dżambli na miejsce Benedykta Radeckiego. W lutym 1971 roku zarejestrował jedyny longplay zespołu, zatytułowany Wołanie o słońce nad światem (LP, Polskie Nagrania „Muza” (XL/SXL 0704). W marcu jako jego członek otrzymał wyróżnienie w kategorii instrumentalistów oraz nagrodę specjalną przyznaną krakowskiej formacji na festiwalu Jazz nad Odrą '71. Także w roku 1971 zarejestrował wraz z zespołem, jego cztery autorskie nagrania radiowe (Nekrologi, Zakochani staruszkowie, Słońce nad My-Lai, Pieśń dokerów w Luandzie) oraz covery utworów zachodnich wykonawców w wykonaniu Dżambli (The Shadow of Your Smile, Feelin' Alright, Rambling On My Mind, Who Knows What Tomorrow's May Bring). Z grupą wystąpił także w programie telewizyjnym pt. Wokaliści Jazzowi (TVP, 1971) i nagrał piosenki do programu TVP3 Kraków pt. Szabla i rapier (1972). Wszystkie utwory ukazały się na trzypłytowej kompilacji zatytułowanej W noc i w dzień. Nagrania archiwalne z lat 1969–1972, wydanej nakładem Kameleon Records (2024). W połowie 1972 roku zespół uległ rozwiązaniu. W 1973 r. perkusista znalazł się w Kwartecie Henryka Słaboszewskiego w skład którego oprócz niego i lidera wchodzili także: Zygmunt Kaczmarski (eks-Anawa; gitara) i Jan Gonciarczyk (eks-Anawa; kontrabas). Grał też w siódmym składzie Grupy WIEM Marka Grechuty, który współtworzył po odejściu z zespołu Kazimierza Jonkisza wraz z następującymi instrumentalistami, a byli to: gitarzysta Antoni Krupa, skrzypek Piotr Michera, pianista Eugeniusz Obarski i kontrabasista Bronisław Suchanek. Później dołączył do Stowarzyszenia Popierania Prawdziwej Twórczości „Chałturnik” (SPPT Chałturnik) z którym w 1974 roku nagrał album pt. S.P.P.T. Chałturnik (LP, Polskie Nagrania „Muza” SXL 1079), a w 1975 wziął udział w programie telewizyjnym Dobry wieczór, tu Łódź (w skład zespołu wchodzili także: Jan Ptaszyn Wróblewski, Janusz Muniak, Zbigniew Namysłowski, Tomasz Szukalski, Jan Jarczyk i Paweł Jarzębski). W 1976 roku wszedł w skład formacji Janusz Muniak Quintet, w której oprócz niego występowali: Janusz Muniak (lider; saksofon sopranowy, saksofon tenorowy), Paweł Perliński (fortepian), Marek Bliziński (gitara) i Andrzej Dechnik (kontrabas). W 1978 roku ukazała się płyta zespołu, zatytułowana Question Mark. W 1979 roku wydano album koncertowy pt. Jam Session w Akwarium – Noc druga (LP, Klub Płytowy PSJ-Biały Kruk Czarnego Krążka – 23), zawierający materiał zarejestrowany w dn. 26-27.10.1978 roku w klubie Akwarium przez skład muzyków, który współtworzył wraz z: Henrykiem Miśkiewiczem (saksofon altowy), Charlesem Davisem (saksofon barytonowy), Jesperem Lundgaardem (kontrabas), Jimem McNeelym (fortepian), Zbigniewem Jaremką (saksofon tenorowy) i Irvinem Stokesem (trąbka). W 1979 roku współtworzył kolejną formację krakowskiego saksofonisty, a mianowicie Janusz Muniak Quartet w której skład wchodzili także: Janusz Muniak (lider; saksofon sopranowy i tenorowy), Jarosław Śmietana (gitara) i Andrzej Dechnik (kontrabas). Na kompilacji Jazz Jambore '80 (LP, Polskie Nagrania „Muza” SX 1983), znalazł się utwór pt. Race Face, wykonany przez zespół (w składzie: Janusz Muniak, Andrzej Cudzich, Jerzy Bezucha) z którym wystąpili: trębacz Don Cherry i pianista Pierre Pausgen. Dopiero po latach, bo w 1999 roku na krążku zatytułowanym Live at Jazz Jamboree '80 (CD, OlkMen Records OMR-052 ), ukazał się kompletny występ tegoż składu kwartetu Muniaka, podczas tej edycji festiwalu. W 1979 roku perkusista współpracował również z zespołem Skaldowie. 30 stycznia 1994 roku zginął w wypadku samochodowym. Został pochowany na Cmentarzu Rakowickim w Krakowie. Jest jednym z bohaterów Krakowskich Zaduszek Jazzowych.